# Lukas Rehm
Lukas Rehm (* 5. Februar 1990 in Neuburg a. d. Donau) ist ein deutscher Politiker (AfD). Seit 2025 ist er Mitglied des Deutschen Bundestages.

## Persönlicher Werdegang
2006 erwarb Rehm die Mittlere Reife an der Knabenrealschule Rebdorf in Eichstätt.
Von 2006 bis 2009 machte er eine Ausbildung als Verwaltungsfachangestellter bei der Bundeswehrverwaltung in Ingolstadt, anschließend war er dort als Sachbearbeiter im Bereich Buchhaltung tätig. Von 2010 bis 2014 war er Personalsachbearbeiter bei den Stadtwerken Eichstätt. Von 2014 bis 2015 war er Personalsachbearbeiter bei Binderholz in Kösching und von 2015 bis 2025 Personalsachbearbeiter bei MediaMarktSaturn Deutschland in Ingolstadt. Seit 2012 ist er darüber hinaus geprüfter Wirtschaftsfachwirt (IHK).

## Politik
Seit Juli 2015 ist er Mitglied in der mittlerweile als rechtsextrem geltenden Alternative für Deutschland, seit Mai 2019 Kreisvorsitzender der AfD Ingolstadt-Eichstätt und seit Mai 2020 Stadtrat von Ingolstadt.
Bei der Bundestagswahl 2025 am 23. Februar trat Rehm im Bundestagswahlkreis Ingolstadt für die AfD an. Er unterlag Reinhard Brandl (CSU) bei den Erststimmen. Über die Landesliste Bayern der AfD zog er in den 21. Deutschen Bundestag ein. Dort ist Rehm Mitglied im Ausschuss für Arbeit und Soziales sowie stellvertretend im Ausschuss für Bildung, Familie, Senioren, Frauen und Jugend.